# Andrij Kucharuk
Andrij Olehovyč Kucharuk (in ucraino Андрій Олегович Кухарук?; Ternopil', 13 dicembre 1995) è un calciatore ucraino, centrocampista del Podillja.

## Carriera
Ha esordito in Prem"jer-liha il 23 agosto 2020 disputando con il Ruch L'viv l'incontro perso 5-2 contro il Vorskla.

## Statistiche

### Presenze e reti nei club
Statistiche aggiornate al 20 settembre 2021.
| Stagione                    | Squadra                     | Campionato                  | Campionato | Campionato | Coppe nazionali | Coppe nazionali | Coppe nazionali | Coppe continentali | Coppe continentali | Coppe continentali | Altre coppe | Altre coppe | Altre coppe | Totale | Totale |
| Stagione                    | Squadra                     | Comp                        | Pres       | Reti       | Comp            | Pres            | Reti            | Comp               | Pres               | Reti               | Comp        | Pres        | Reti        | Pres   | Reti   |
| --------------------------- | --------------------------- | --------------------------- | ---------- | ---------- | --------------- | --------------- | --------------- | ------------------ | ------------------ | ------------------ | ----------- | ----------- | ----------- | ------ | ------ |
| mar.-giu. 2015              | Nyva Ternopil'              | 1L                          | 12         | 1          |                 | -               | -               |                    | -                  | -                  |             | -           | -           | 12     | 1      |
| 2015-apr. 2016              | Nyva Ternopil'              | 1L                          | 12         | 1          | CU              | 1               | 0               |                    | -                  | -                  |             | -           | -           | 13     | 1      |
| Totale Nyva Ternopil'       | Totale Nyva Ternopil'       | Totale Nyva Ternopil'       | 24         | 2          |                 | 1               | 0               |                    | -                  | -                  |             | -           | -           | 25     | 2      |
| 2017-2018                   | Ahrobiznes Voločys'k        | 2L                          | 27         | 2          | CU              | 2               | 0               |                    | -                  | -                  |             | -           | -           | 29     | 2      |
| 2018-2019                   | Ahrobiznes Voločys'k        | 1L                          | 26         | 0          | CU              | 1               | 0               |                    | -                  | -                  |             | -           | -           | 27     | 0      |
| 2019-2020                   | Ahrobiznes Voločys'k        | 1L                          | 28         | 4          | CU              | 0               | 0               |                    | -                  | -                  |             | -           | -           | 28     | 4      |
| Totale Ahrobiznes Voločys'k | Totale Ahrobiznes Voločys'k | Totale Ahrobiznes Voločys'k | 81         | 6          |                 | 3               | 0               |                    | -                  | -                  |             | -           | -           | 84     | 6      |
| 2020-2021                   | Ruch L'viv                  | PL                          | 19         | 1          | CU              | 1               | 0               |                    | -                  | -                  |             | -           | -           | 20     | 1      |
| 2021-2022                   | Ruch L'viv                  | PL                          | 6          | 0          | CU              | 0               | 0               |                    | -                  | -                  |             | -           | -           | 6      | 0      |
| Totale Ruch L'viv           | Totale Ruch L'viv           | Totale Ruch L'viv           | 25         | 1          |                 | 1               | 0               |                    | -                  | -                  |             | -           | -           | 26     | 1      |
| Totale carriera             | Totale carriera             | Totale carriera             | 130        | 9          |                 | 7               | 0               |                    | -                  | -                  |             | -           | -           | 137    | 9      |

## Palmarès

### Club

#### Competizioni nazionali
- Campionato ucraino di terza divisione: 1

Ahrobiznes Voločys'k: 2017-2018 (gruppo A)